# 官溪胡氏宗祠
官溪胡氏宗祠位于中国江西省上饶市玉山县仙岩镇官溪社区内村，1987年12月被列为江西省文物保护单位。
官溪原属浙江江山，1952年划归玉山。胡氏是当地的望族，有中科院院士胡仁宇等名人。胡氏宗祠始建于明万历四十二年（1614年），后于清光绪十年（1884年）重修，为二层砖木结构，有大门、正厅、戏台、厢房等建筑，建设规模约2020平方米。内有“清华一脉”牌匾，说明胡氏源自婺源县清华镇。有“月开十口成千古，水别三溪共一源”对联，“月开十口”即“胡”字，“三溪”指的是官溪、桃溪和梅溪。
2010年开始对官溪胡氏宗祠进行维修，工程投资约120万元。